# Calmar (Alberta)
Pour les articles homonymes, voir Calmar (homonymie).
Calmar est une ville (town) du Comté de Leduc, située dans la province canadienne d'Alberta.

## Démographie
En tant que localité désignée dans le recensement de 2011, Calmar a une population de 1 970 habitants dans 760 de ses 798 logements, soit une variation de 0,6 % avec la population de 2006. Avec une superficie de 4,649 1 km2, la ville possède une densité de population de 423,737 9 hab/km2 en 2011.
Concernant le recensement de 2006, Calmar abritait 1 959 habitants dans 724 de ses 741 logements. Avec une superficie de 4,342 9 km2, la ville possédait une densité de population de 451,1 hab/km2 en 2006.
| 2001  | 2006  | 2011  | 2016  |
| ----- | ----- | ----- | ----- |
| 1 902 | 1 959 | 1 970 | 2 228 |